# Heinrich Köbberling

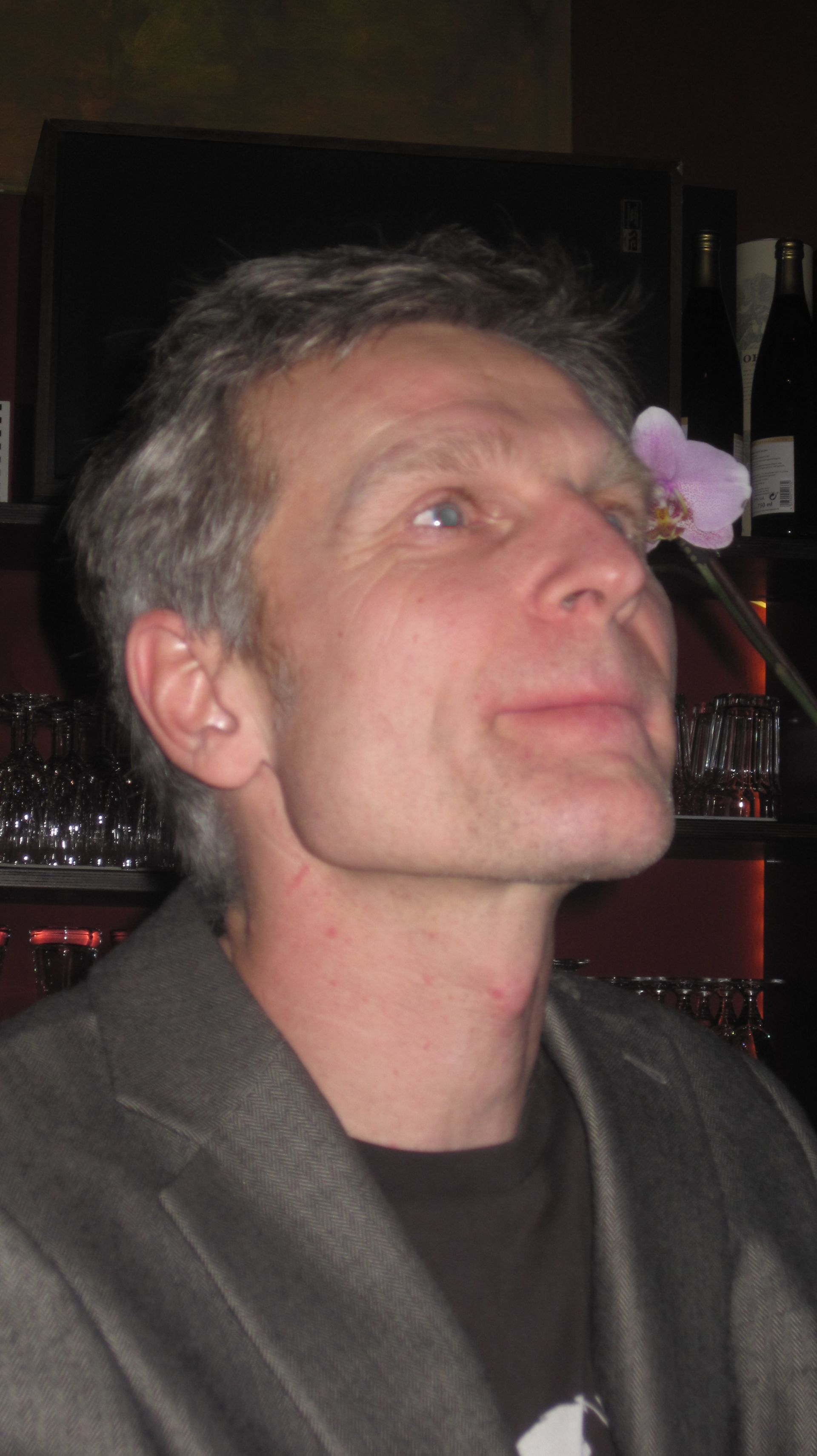
Heinrich Köbberling, 2012

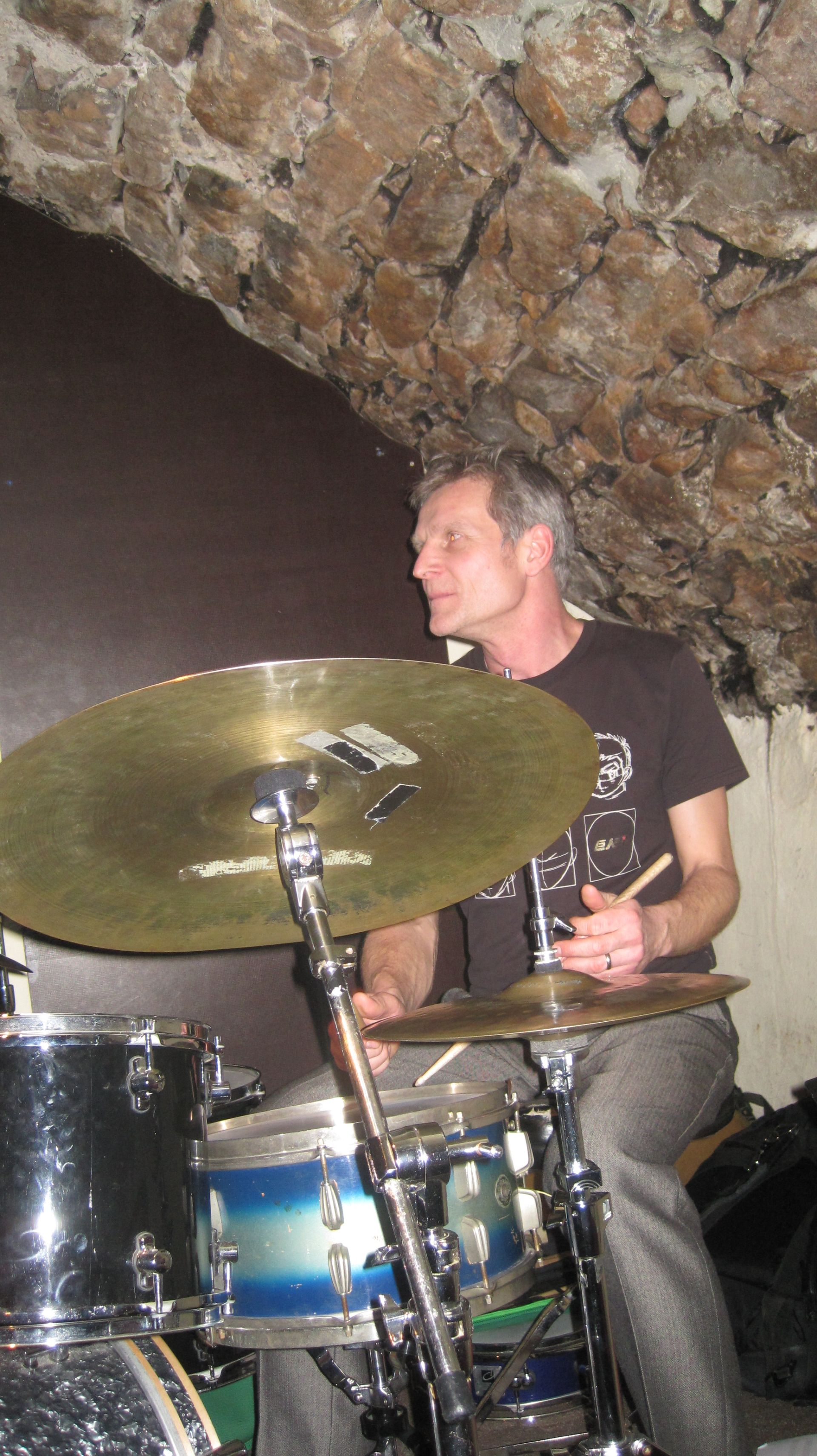
Heinrich Köbberling,
on stage 2012

Heinrich Köbberling (* 23. Februar 1967 in Arolsen) ist ein deutscher Jazzschlagzeuger.

## Leben und Wirken
Köbberling studierte Schlagzeug an der Hochschule für Musik und Theater Hamburg und der New School in New York. Er unterrichtete an den Musikhochschulen Hannover und Hamburg und ist seit 2007 Professor für Schlagzeug an der Hochschule für Musik und Theater Leipzig.
Köbberling arbeitete mit Musikern wie Gunter Hampel, Richie Beirach, Ernie Watts, Benny Bailey, Ben Monder, Attila Zoller, Anat Fort, Jan Delay und Alexander von Schlippenbach zusammen. 1996 trat er mit Lisa Parrott und Chris Lightcap in der Knitting Factory im Trio PLK auf, das 1998 das Album Bab Bab (Goat Angel Records) veröffentlichte und durch Deutschland tourte. 
Er ist Mitglied mehrerer Bands, darunter des Ernie Watts Quartet Europe, des Julia Hülsmann Trio, des Rolf Zielke Trio und der Gruppen Lyambiko & Band und Nur drei Worte (mit Andreas Henze und Kai Brückner); auch arbeitete er mit Aki Takase and the Good Boys. Neben mehr als vierzig Alben als Sideman und in kollaborativen Bands veröffentlichte Köbberling drei Alben unter eigenem Namen.

## Diskographische Hinweise
- Rolf Zielke: Blow Up, 1996
- Heinrich Köbberling: Pisces, 1997 (mit Matt Renzi, Ben Monder, Marc Johnson)
- Heinrich Köbberling: 8 Doogymoto, 2003
- Jan Delay: Mercedes Dance, 2006
- Julia Hülsmann Trio mit Roger Cicero: Good Morning Midnight, 2006
- Lyambiko: Saffronia, 2008
- Heinrich Köbberling: Sonnenschirm, 2010 (mit Rudi Mahall, Tino Derado, Paul Imm)
- Quartet Köcomabe: Presents Blues in a Box, 2014 (mit Rudi Mahall, Gabriel Coburger, Detlev Beier)
- Moritz von Oswald Trio: Dissent (Chapter 1–10), 2021 (mit Moritz von Oswald, Laurel Halo)